# Oscar Verbeeck
Oscar André Verbeeck (Saint-Josse-ten-Noode, 6 de juny de 1891 - 13 d'agost de 1971) fou un futbolista belga de començaments del segle xx.
El 1920 va prendre part en els Jocs Olímpics d'Anvers, on guanyà la medalla d'or en la competició de futbol. Quatre anys més tard, als Jocs de París fou novè en la competició de futbol. Pel que fa a clubs, defensà els colors del Club Brugge i Royale Union Saint-Gilloise. El 1913 i 1914 guanyà la Copa belga de futbol i el 1923 la lliga. Amb la selecció nacional jugà 27 partits.